# Hereditäre idiopathische Osteolyse Typ II Joseph
Die hereditäre idiopathische Osteolyse Typ II Joseph ist eine sehr seltene angeborene Erkrankung mit dem Hauptmerkmal einer isolierten Osteolyse der Akren, meist Finger und Zehen, und somit zu den Akroosteolysen gehörig.
Synonyme sind: Phalangeale Akroosteolyse Joseph/Shinz; englisch Joseph and Shinz disease
Die Bezeichnung bezieht sich auf den Erstautoren der Erstbeschreibung aus dem Jahre 1959 durch den französischen Pädiater Raymond Joseph (1903–1962).
Häufigkeit und Ursachen sind nicht bekannt, die Vererbung erfolgt autosomal-rezessiv.

## Klinische Erscheinungen
Klinische Kriterien sind:
- Krankheitsbeginn im mittleren Kindesalter
- Schwellung der Fingerendglieder
- isoliert, keine weiteren Veränderungen

## Differentialdiagnose
Abzugrenzen sind andere Formen der erblichen Akroosteolysen, insbesondere die autosomal-dominant vererbliche hereditäre idiopathische Osteolyse Typ I Lamy-Maroteaux.